# Syfy
Syfy, antigament conegut com a Sci Fi, és un canal de televisió de pagament, propietat d'NBC Universal Global Networks, que va iniciar les seves emissions als EUA el 24 de setembre de 1994. S'especialitza en sèriès i pel·lícules de ciència-ficció, fantàstiques i de temàtica sobrenatural. Emet en diferents països i en diverses llengües i es pot veure exclusivament a través de plataformes de televisió de pagament.
L'any 2009 es realitzà el canvi de nom del canal als EUA, passant-se a anomenar Syfy. En altres països el canvi es realitzà l'any següent.

## Programació
Algunes de les sèries emeses per aquest canal són les següents:
- Alias
- Andromeda
- Battlestar Galactica
- Caprica
- Doctor Who
- Earth 2
- Eureka
- First Wave
- Haven
- Herois
- Kyle XY, emesa només en alguns països
- The Cape
- The Sentinel
- Seven Days
- Space: Above and Beyond
- Stargate Atlantis
- Star Trek: Enterprise
- Tremors
- Warehouse 13